# Fichtental
Fichtental ist ein Gemeindeteil von Prackenbach im niederbayerischen Landkreis Regen.

## Geografie
Das Dorf liegt auf der Gemarkung Ruhmannsdorf im Tal des Prackenbachs am Ende der Kreisstrasse REG 6 und südlich der Trasse der ehemaligen Bahnstrecke Blaibach-Viechtach.

## Geschichte
Am 1. Mai 1978 wurde die Gemeinde Ruhmannsdorf nach Prackenbach eingegliedert, wodurch der Ort zur Gemeinde Prackenbach kam.